# Takarijú
Takarijú (Tacarijú), pleme američkih Indijanaca naseljeno u ranom 17. stoljeću na području brazilske države Piauí, južnije od delte rijeke Parnaíba. Njihovi susjedi na istoku bili su Tabajara ili Tobajara, i na sjeveru Tremembe i manje pleme Arayó. Jezčno su pripadali porodici Caririan.